# The Song Remains the Same (álbum)
The Song Remains the Same é a trilha sonora ao vivo original do filme homônimo, de 1976, da banda britânica de rock Led Zeppelin.

## Lançamento e recepção
| Críticas profissionais | Críticas profissionais |
| Avaliações da crítica  | Avaliações da crítica  |
| Fonte                  | Avaliação              |
| ---------------------- | ---------------------- |
| allmusic               | [ 1 ]                  |
| Q                      | [ 2 ]                  |
| Mojo                   | [ 3 ]                  |

### Álbum
| Ano  | Parada                               | Posição |
| ---- | ------------------------------------ | ------- |
| 1976 | Billboard Pop Albums (Billboard 200) | 2       |

## História e gravação
Em 1973 o Led Zeppelin já era uma das maiores bandas do mundo. O grupo formado por Jimmy Page, Robert Plant, John Paul Jones e John Bonham havia acabado de lançar o seu quinto álbum, Houses of the Holy, que desembarcou nas lojas em 28 de março trazendo algumas das jóias da coroa como “The Rain Song”, “No Quarter” e “The Song Remains the Same”. Aproveitando o ótimo momento vivido pelo quarteto, cada vez mais famoso por seus shows memoráveis e imprevisíveis, com setlists variáveis a cada noite, o empresário da banda, Peter Grant, decidiu gravar em filme a passagem do quarteto pelo Madison Square Garden, em Nova York.
O diretor Joe Massot foi contratado para o registro dos concertos realizados pelo Led Zeppelin no MSG nos dias 27, 28 e 29 de julho de 1973. No entanto, em cima da hora aconteceu um problema: a equipe de filmagem britânica inicialmente não teve a autorização para gravar dentro do MSG, mas após algumas negociações eles foram autorizados. Nesses 3 shows usados para o filme, foi pedido para os membros da banda usarem os mesmos figurinos, para evitar problemas de continuidade na edição das filmagens, porém somente Robert Plant e John Bonham aceitaram, tanto Jimmy Page quanto John Paul Jones usaram algumas roupas diferentes de um show para outro, o que criou alguns problemas de continuidade no filme, ja que as filmagens das 3 noites foram compiladas como se fosse um unico show, vale lembrar que varias partes do filme também foram gravadas depois, em 1976, em um estúdio em Shepperton, já que as filmagens de 1973 tinham buracos, cortes etc.
O filme estreou nos cinemas em 20 de outubro de 1976. A banda precisava dar uma parada, dar uma pausa nos excessos após a antológica turnê norte-americana de 1975 que promoveu Physical Graffiti, e a alternativa encontrada foi o lançamento do filme e de sua trilha sonora, que se tornou o primero e, durante muitos anos, único álbum ao vivo do Zeppelin.

## Remasterização
The Song Remains the Same foi totalmente remixado e reeditado em 2007 com maior qualidade e tecnologia, o filme foi remasterizado e lançado em DVD, e o álbum, lançado em CD ganhou faixas extras tocadas no show que não estavam presentes na edição original. Em 2018, eles relançaram o álbum e o filme (remaster de 2007) disponíveis em mais formatos de reprodução, como Blu-Ray e Disco de Vinil. 

## Certificações
O álbum foi certificado pela RIAA, nos Estados Unidos, com 4 Discos de Platina, por ter vendido uma quantidade superior a 4 milhões de cópias.

## Faixas do álbum original de 1976

### Disco 1
| Lado A         |                             |                                                             |         |  |
| N.º            | Título                      | Compositor(es)                                              | Duração |  |
| 1.             | "Rock and Roll"             | Jimmy Page, Robert Plant, John Paul Jones e John Paul Jones | 4:03    |  |
| 2.             | "Celebration Day"           | Page, Plant e Jones                                         | 3:49    |  |
| 3.             | "The Song Remains the Same" | Page e Plant                                                | 6:00    |  |
| 4.             | "The Rain Song"             | Page e Plant                                                | 8:25    |  |
| Duração total: | Duração total:              | Duração total:                                              | 22:17   |  |

| Lado B         |                      |                    |         |  |
| N.º            | Título               | Compositor(es)     | Duração |  |
| 1.             | "Dazed and Confused" | Jake Holmes e Page | 26:53   |  |
| Duração total: | Duração total:       | Duração total:     | 26:53   |  |

### Disco 2
| Lado A         |                      |                     |         |  |
| N.º            | Título               | Compositor(es)      | Duração |  |
| 1.             | "No Quarter"         | Page, Plant e Jones | 12:33   |  |
| 2.             | "Stairway to Heaven" | Page e Plant        | 10:58   |  |
| Duração total: | Duração total:       | Duração total:      | 23:31   |  |

| Lado B         |                    |                                           |         |  |
| N.º            | Título             | Compositor(es)                            | Duração |  |
| 1.             | "Moby Dick"        | Page, Jones e Bonham                      | 12:47   |  |
| 2.             | "Whole Lotta Love" | Willie Dixon, Page, Plant, Jones e Bonham | 13:53   |  |
| Duração total: | Duração total:     | Duração total:                            | 26:40   |  |

## Faixas do álbum remasterizado de 2007/2018
| N.º | Título                        | Duração |  |
| 1.  | "Rock and Roll"               | 3:57    |  |
| 2.  | "Celebration Day"             | 3:38    |  |
| 3.  | "Black Dog"                   | 3:47    |  |
| 4.  | "Over the Hills and Far Away" | 6:12    |  |
| 5.  | "Misty Mountain Hop"          | 4:44    |  |
| 6.  | "Since I've Been Loving You"  | 8:24    |  |
| 7.  | "No Quarter"                  | 10:39   |  |
| 8.  | "The Song Remains The Same"   | 5:40    |  |
| 9.  | "The Rain Song"               | 8:21    |  |
| 10. | "The Ocean"                   | 5:17    |  |
| 11. | "Dazed And Confused"          | 29:19   |  |
| 12. | "Stairway to Heaven"          | 10:54   |  |
| 13. | "Moby Dick"                   | 11:03   |  |
| 14. | "Heartbreaker"                | 6:20    |  |
| 15. | "Whole Lotta Love"            | 13:53   |  |